# Europoort

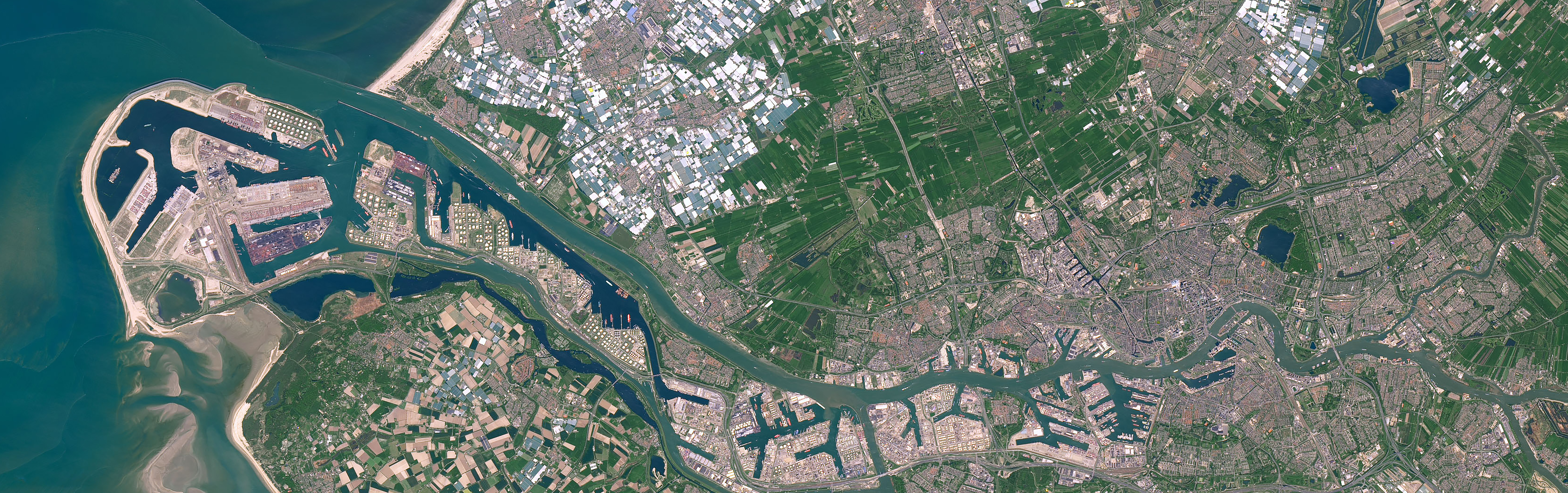
Imagem satélite do Europoort.

Europoort (Eurogate, também Europort) é um porto de Roterdão e adjacente à zona industrial, nos Países Baixos. Estando situado na foz dos rios Reno e Mosa, com o interior constituído pelos Países Baixos, Alemanha, Bélgica e parte da França, o Europoort é um dos portos mais activos do mundo e considerado a principal entrada para a Europa, No entanto, O porto movimentou 12 milhões de containers no ano de 2015.
A área do Europoort é fortemente industrializada com refinarias petroquímicas e tanques de armazenamento, movimentação de minério de ferro e carvão a granel, bem como terminais de contêineres e veículos automotores novos.
O Europoort está situada na margem sul do Nieuwe Waterweg, igual à área de Maasvlakte. Na margem norte do Nieuwe Waterweg pode-se encontrar o município de Hoek van Holland.